# Schloss Le Vert-Bois

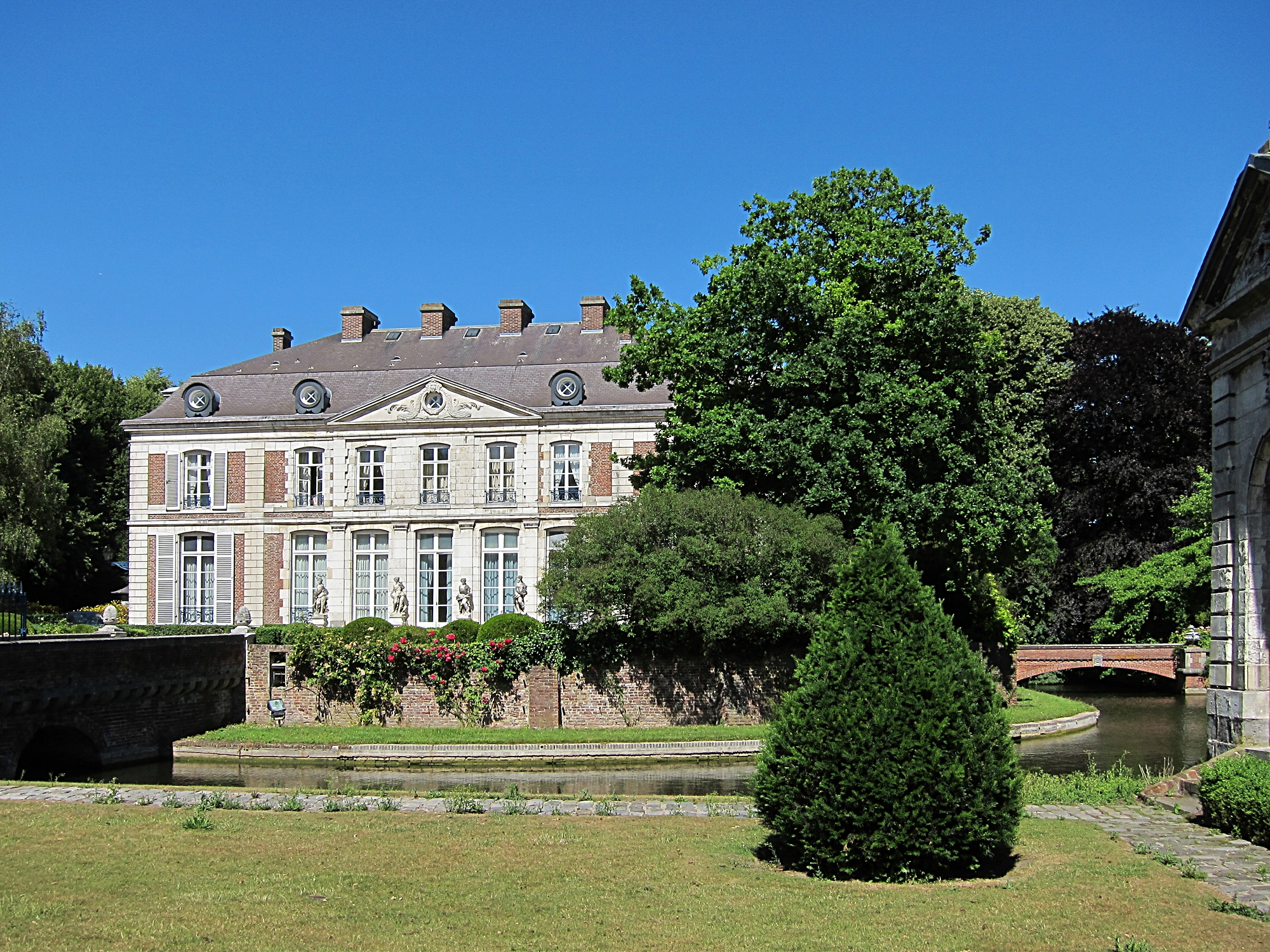
Ansicht des Schlosses aus Richtung Südwesten vom Vorhof

Das Schloss Le Vert-Bois (französisch Château du Vert-Bois) ist ein Schloss im Stil des klassizistischen Barocks auf dem Gebiet der nordfranzösischen Stadt Bondues (Département Nord) an der Grenze zu Belgien. Es wurde 1743 von einem Mitglied der Industriellenfamilie Prouvost im Stil eines Lustschlosses am Standort einer Vorgängeranlage aus den 1660er Jahren errichtet.
Das Schloss steht samt Torgebäude und zweier Pavillons seit dem 17. Dezember 1962 als eingeschriebenes Monument historique (französisch Monument historique inscrit) unter Denkmalschutz. Am 8. April 1987 wurden zwei weitere Pavillons unter Schutz gestellt. Ein Großteil des Schlossparks ist zudem seit dem 21. August 1965 als Naturdenkmal geschützt.

## Geschichte

### Anfänge und erstes Schloss
Erster bekannter Herr von Vert-Bois war 1389 Roger Boutelin, dessen Nachkommen das Land bis 1576 besaßen. In jenem Jahr verkaufte Hélène de Heulle den Besitz an Guillaume Deliot, Schöffe in Lille. Dessen Tochter Jeanne heiratete 1602 André de Fourmestraux und brachte Vert-Bois mit in die Ehe. 1610 erwarb André die Seigneurie Wazières, weswegen der Sohn des Paars, Jean-André, 1662/1663 den Namen de Wazières annahm. Gemeinhin wird angenommen, dass er es war, der in den 1660er Jahren ein erstes Schloss auf den Ländereien errichtete. Es gibt jedoch keine stichhaltigen Beweise für diese Annahme.

### Zweites Schloss
Jean-Andrés Urenkel André Joseph Druon de Wazières ließ 1743 nicht nur den bestehenden Torbau der Anlage verändern, sondern errichtete auch ein neues Hauptgebäude im Stil des klassizistischen Barocks und vererbte den Neubau seinem jüngeren Bruder Dominique-Joseph. Nach dem Tod Louis-Edmond de Wazièresʼ 1856 und seiner Frau Élisa-Flavie Buffin 1860 wurde der Besitz unter deren zwei Söhnen aufgeteilt. Das Schloss fiel dem älteren Gaston-Louis zu. Er war zu jener Zeit aber erst neun Jahre alt, und so verpachtete sein Vormund die Anlage samt den dazugehörenden Ländereien an Louis Duchochois. Dieser beendete im Jahr 1869 das Pachtverhältnis zugunsten seines Verwandten Eugène Devémy, der mit Marguerite Duchochois verheiratet war. Derweil hatte Gaston-Louis de Wazières viel Geld in den Spielsalons von Paris verloren und musste das Schloss am 19. April 1876 an seinen Kreditgeber Devémy verkaufen, um seine immensen Schulden begleichen zu können.
Drei Jahre nach dem Kauf brachte Devémys Tochter Marthe das Schloss 1879 durch Heirat an ihren Mann Albert-Félix Prouvost. Dessen Nachkomme Albert-Eugène ließ das Schloss bis 1945 durch den Architekten Jacques Regnault instand setzen und modernisieren. Beginn der Arbeiten war am 17. Mai 1939. Für die neue Gestaltung der Innenräume war Stéphane Boudin verantwortlich. Zugleich ließ der Schlossherr den Park der Anlage von dem Landschaftsarchitekten Russell Page umgestalten.
Nach Ende des Zweiten Weltkriegs zog das Ehepaar Albert und Anne Prouvost in das Schloss und nutzten es als Wohnsitz. In den 1960er Jahren öffneten die beiden den Besitz für Besucher, sodass Schlosspark und Hauptgebäude heute entgeltlich besichtigt werden können. Als ausgewiesene Kunstliebhaber gründeten sie 1975 eine Stiftung zur Förderung von zeitgenössischer Kunst. Diese organisierte Wechselausstellungen und betrieb im ehemaligen Wirtschaftshof des Anwesens, Ferme des Marguerites genannt, eine Galerie.

### Heutige Nutzung
Nach dem Tod von Albert Prouvost im Jahr 1991 übernahm sein Sohn Ghislain das Anwesen. Er ließ im Park Wege instand setzen, Wasserspiele installieren sowie neue Bäume pflanzen. Außerdem zeichnete er für eine neue Inneneinrichtung des Schlosses verantwortlich, wozu das Gebäude von 1994 bis 1996 für die Öffentlichkeit geschlossen werden musste. Seit der Wiederöffnung kann es im Rahmen von Führungen besichtigt werden.
Die Ferme des Marguerites ist heute ein Handwerkerdorf, in dem mehr als 20 Künstler, Handwerker und Händler sowie zwei Restaurants ansässig sind. Außerdem können die Orangerie und Bereiche des Parks für Feierlichkeiten gemietet werden.

## Beschreibung

### Architektur

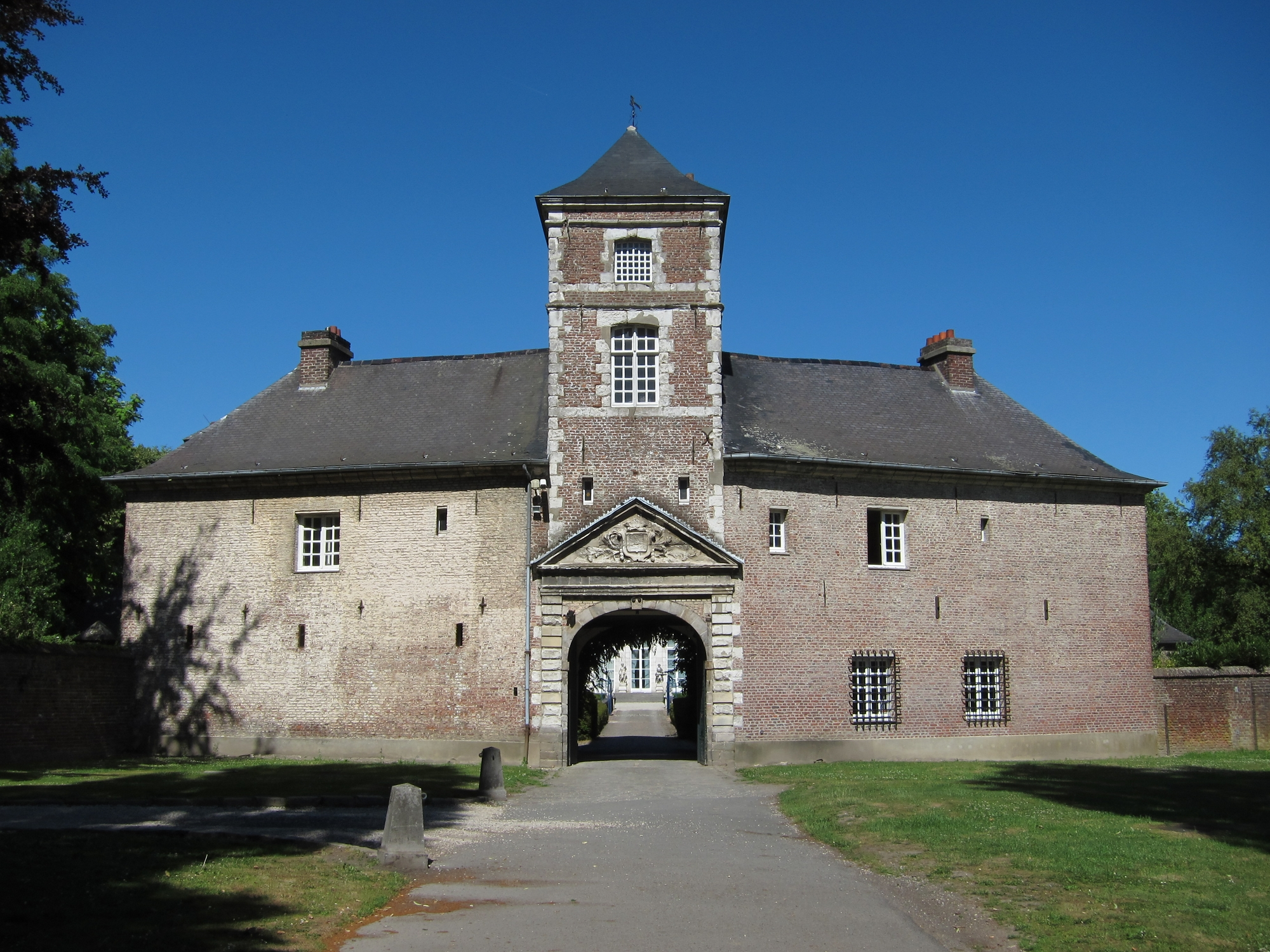
Die Concergerie

Eine rund 340 Meter lange Zufahrt führt geradlinig von Südwesten auf das Schloss zu und bildet damit zugleich eine der großen Sichtachsen des Schlossareals. An ihrem westlichsten Punkt steht ein zweiflügeliges Gittertor mit gemauerten, quadratischen Pfeilern und Kugelabschlüssen. Sie endet an der Concergerie, einem großen, zweiflügeligen Torgebäude, das mehrheitlich aus der zweiten Hälfte des 17. Jahrhunderts stammt. Seine Trakte stoßen im stumpfen Winkel aufeinander und sind durch einen hohen, viereckigen Torturm miteinander verbunden. Dieser diente früher als Taubenschlag und besitzt eine korbbogige Tordurchfahrt, deren Schlussstein die Jahreszahl 1743 zeigt und damit an die Überarbeitung des Tores sowie den Neubau des Hauptgebäudes erinnert. Die Durchfahrt wird von zwei rustizierten Pfeilern flankiert, die ein profiliertes Gesims tragen. Auf diesem ruht ein Dreiecksgiebel mit skulptiertem Wappen und Blattwerk. Die Rückseite des Gebäudes besitzt im Erdgeschoss rundbogige Arkaden, die heute durch Mauerwerk geschlossen sind.
Hinter der Concergerie liegt im Nordosten eine Art Hof mit einigen Ökonomiegebäuden, der Orangerie und zwei Pavillons. Diese beiden Backsteinbauten am Rand des Schlossgrabens wurden 1751 errichtet und erhielten 1772 eine neue Fassade aus hellem Haustein. Davon künden Jahreszahlen im Inneren und in den Giebelfeldern über den Eingängen. Der nördliche Pavillon wurde höchstwahrscheinlich als Kapelle genutzt, denn sein Giebel zeigt ein Relief mit der Taufe Jesus und eine Kreuzigungsszene. Der südliche Pavillon wird Flora-Pavillon (französisch pavillon de Flore) genannt und diente vielleicht früher einmal als Obstkammer.

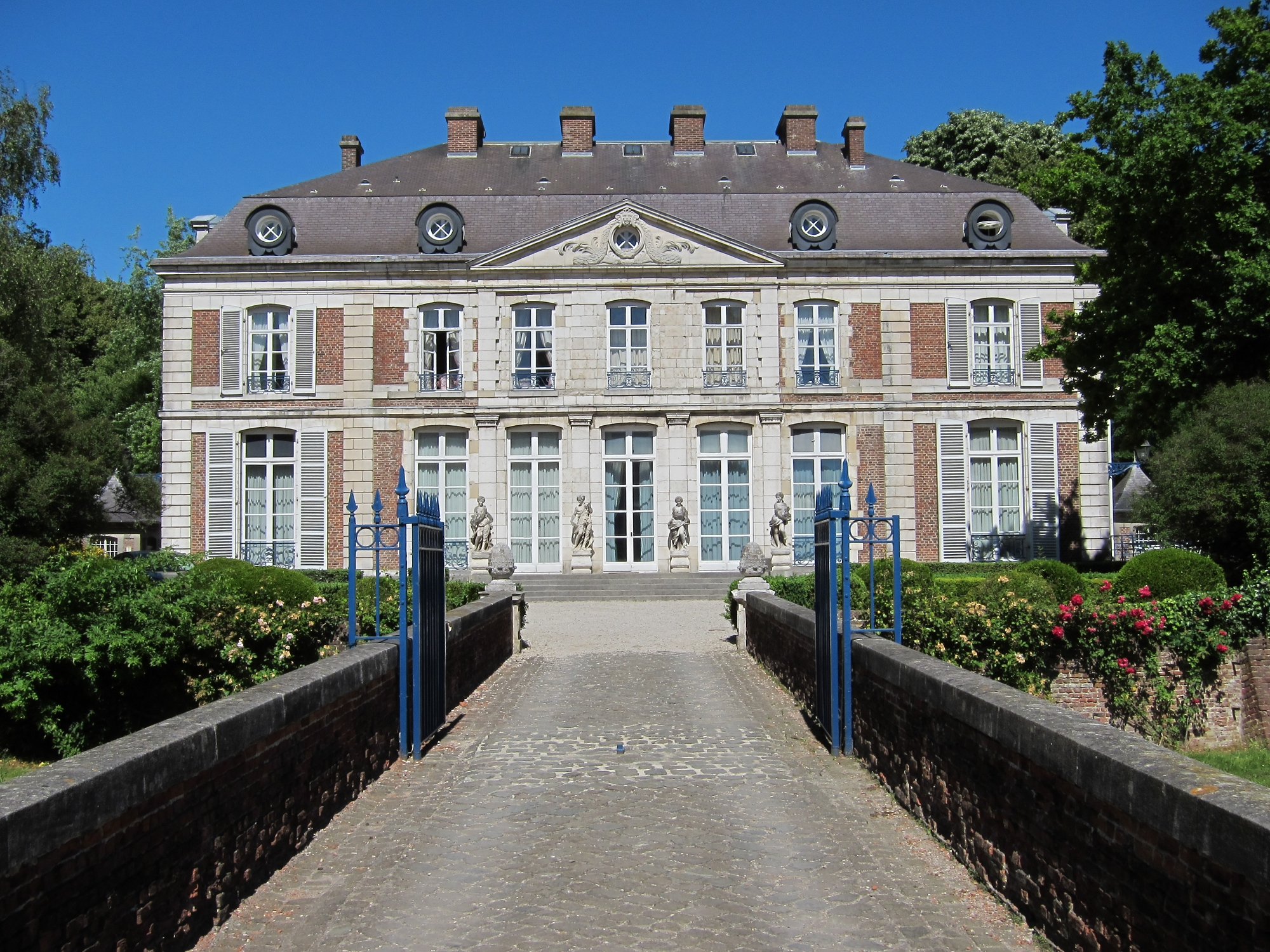
Eingangsfassade des Schlosses

Das Hauptgebäude der Anlage ist ein zweigeschossiger Rechteckbau mit schiefergedecktem Mansarddach, wobei sein Erdgeschoss höher als die erste Etage ist. Er ist im Stil eines typischen Lustschlosses (französisch maison de plaisance) gehalten und steht an der Westecke einer von einem breiten Wassergraben umgebenen Insel. Die südwärts gerichtete Eingangsfassade ist siebenachsig, wobei die drei mittleren Achsen in einem Mittelrisalit mit flachem Dreiecksgiebel liegen. Die Fenster des Risalits sind von toskanischen Säulen umgeben. Im Giebelfeld findet sich ein von Festons umgebenes Rundfenster. Die Fenster der vier äußeren Achsen werden durch rustizierte Pilaster aus hellem Stein voneinander getrennt, während die Felder dazwischen mit roten Mauerziegeln gefüllt sind. Die gartenseitige Nordfassade ist ähnlich gestaltet, besitzt jedoch keinen Risalit.
Direkt hinter dem Schloss stehen im Garten zwei kleine quadratische Pavillonbauten, die Chinesische Pavillons (französisch pavillons chinois) genannt werden. Bis 1937 waren sie als Eishaus und Gartenpavillon in Benutzung.

### Innenräume
In den Innenräumen kann der Besucher neben einigen Boiserien im Stil des Louis-quinze Möbel des 18. Jahrhunderts und die große von den vormaligen Eigentümern zusammengetragene private Kunstsammlung sehen. Dazu zählen unter anderem persische und präkolumbische Keramik, eine große Gemäldesammlung mit zeitgenössischer Malerei ebenso wie mit Gemälden aus dem 17. und 18. Jahrhundert sowie Delfter Fayencen. Die durch Albert und Anne Prouvost zusammengetragene Mineraliensammlung befindet sich indes aus Sicherheitsgründen nicht mehr im Schloss. Zu den besonderen Exponaten gehören zum Beispiel eine 3 × 4 Meter messende Brüsseler Tapisserie des 16. Jahrhunderts mit der allegorischen Darstellung „Triumph der Weisheit“ und ein Gemälde von Andries van Eertvelt aus der ersten Hälfte des 17. Jahrhunderts, das ein Seegefecht zwischen spanischen und türkischen Schiffen zeigt. Vielleicht stellt es die Seeschlacht von Lepanto dar. Dies ist nur eines von vielen Gemälden aus dem 17. bis 19. Jahrhundert mit maritimem Thema, die im Salon, der Bibliothek und dem Billardzimmer im Erdgeschoss des Schlosses hängen. Weitere außergewöhnliche und wertvolle Ausstellungsstücke sind eine von dem Kunsttischler Charles Cressent angefertigte Prunkkommode im Régence-Stil vom Beginn des 18. Jahrhunderts und eine Dokumentenmappe Napoleon Bonapartes aus rotem Leder.

### Schlosspark

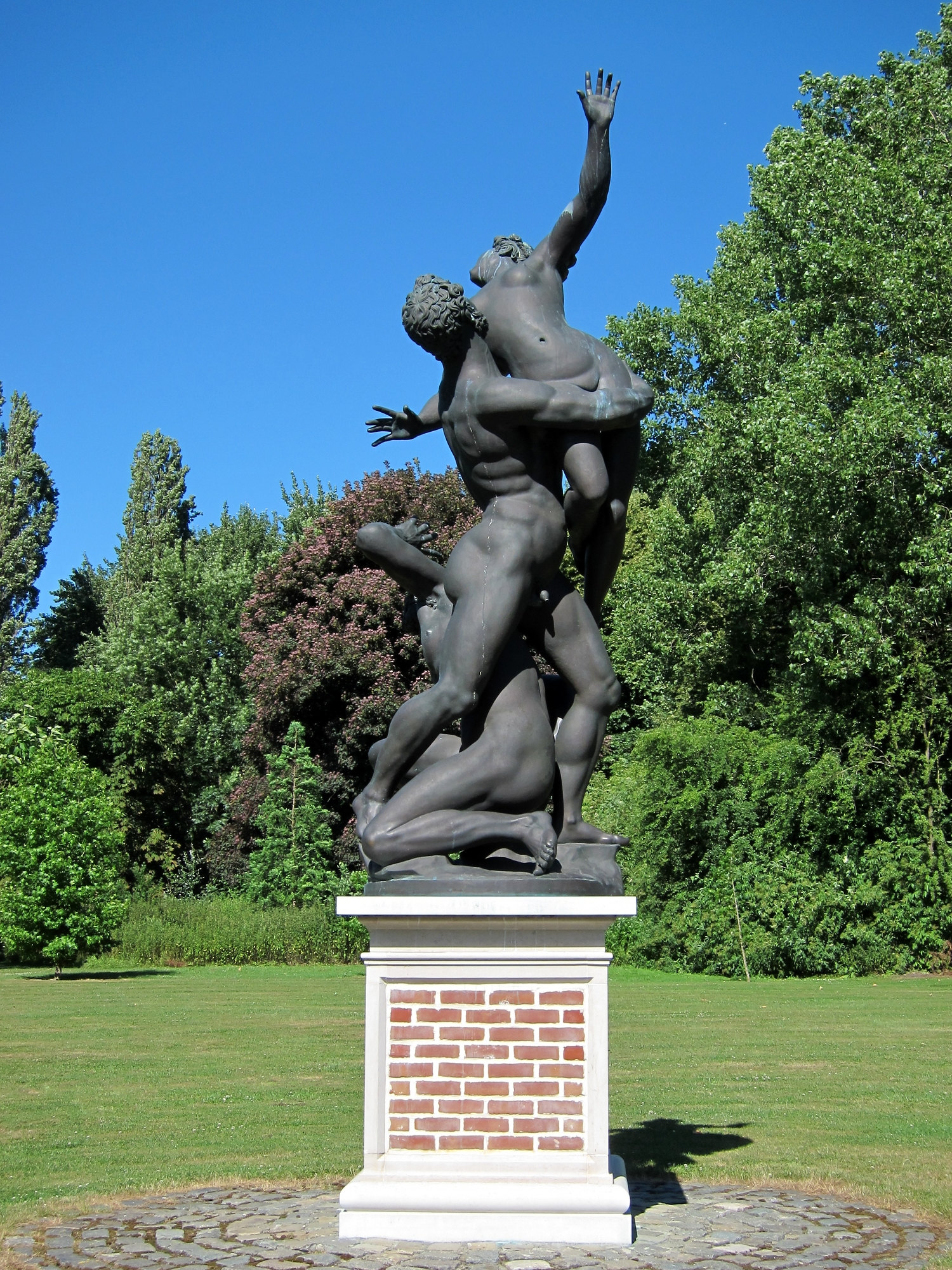
Raub der Sabinerinnen von Giovanni da Bologna im Schlosspark

Schloss Le Vert-Bois ist von einem 60 Hektar großen Park umgeben, der etwa je zur Hälfte auf dem Gebiet der Städte Bondues und Marcq-en-Barœul liegt. Mit seinen geradlinigen Alleen und langen Sichtschneisen folgt er mehrheitlich den Gestaltungsidealen des Barocks, lediglich ein Teil an der Nordspitze des Areals ist als Landschaftsgarten gestaltet. Um die Pflege des Areals kümmern sich zwei Vollzeit-Gärtner. Etwa 42 Hektar des Schlossparks stehen unter Naturschutz. Zu den Baumarten, die dort wachsen, gehören neben häufig vorkommenden Linden, Blutbuchen, Pyramidenpappeln, Spitzahornen und Platanen auch Exoten wie Schwarzer Tupelobaum, Byzantinische Hasel, Amberbaum, Japanischer Schnurbaum, Tulpenbaum und Paulownie.
Das Interesse Albert Prouvosts und seiner Frau Anne für die Bildende Kunst macht sich auch im Park bemerkbar. Dort stehen mehrere Skulpturen bekannter zeitgenössischer Bildhauer, darunter Les Tolmens von Jean-Claude Bresler (Herzi) und L’Humanité en Marche (deutsch Die Menschheit in Bewegung) von Eugène Dodeigne sowie eine Widderstatue, die einst am Firmengebäude der Prouvosts in Roubaix stand. Kunsthistorisch ebenfalls bedeutsam sind zwei Bronzeskulpturen des Bildhauers Giovanni da Bologna. Bei der ersten von ihnen handelt es sich um eine Neptunstatue in der Mitte eines Wasserbassins. Sie stammt aus dem Jahr 1567 und ist eine Replik der Statue im Neptunbrunnen in Bologna. Zum anderen steht mit einer Bronze-Replik des Raubs der Sabinerinnen ein weiteres von Bolognas berühmten Werken im Schlosspark.